# Беверли-Хиллз, 90210 (сезон 8)
«Беверли-Хиллз, 90210» — американский телесериал, повествующий о близнецах из семейства Уолш, оказавшихся в мире золотой молодёжи в лос-анджелесском районе Беверли-Хиллз («90210» в названии является почтовым индексом района; произносится как «девяносто-двести-десять», а «Беверли-Хиллз» — названием района; произносится как «беверли-хиллз»).
На DVD последние два эпизода были объединены в один полуторачосвой, поэтому образуется новая нумерация сезонов — 31 вместо 32 как при трансляции сериала на телевидении.В России вышел на канале СТС в 1999 году в дубляже фирмы "СВ ДУБЛЬ". 

## Сюжет
Поехав отдыхать на Гавайи, ребята знакомятся с Ноа Хантером (Винсент Янг), который вскоре переезжает в Беверли-Хиллз. По приезде домой в Келли стреляют. Все герои переживают за жизнь подруги и пересматривают свои жизненные принципы. Донна рассказывает матери о первом опыте и начинает жить с Дэвидом.
Стив в который раз уверен, что нашёл счастье с матерью-одиночкой Карли Рейнольдс (Хилари Суонк). Но вскоре девушке приходится покинуть Беверли-Хиллз, так как она вынуждена ухаживать за больным отцом. Брендон вновь завоёвывает любовь Келли, но, когда жизнь налаживается, он изменяет девушке с красавицей Эммой Беннетт (Эйнджел Борис Рид), а Донна порывает с Дэвидом после того, как узнаёт, что он украл у неё деньги.
Тем временем сестра Дилана — Эрика Стил (Джона Стюарт-Боуден) появляется в Беверли-Хиллз вместе со своим сутенёром Риггзом (Винсент Иризарри).
Ребята вскоре узнают, что Ноа безумно богат. Вэлери пытается соблазнить его, но юноша уже по уши влюблён в Донну. Келли всё же прощает Брендона, и влюблённые начинают подготовку к свадьбе, а Вэлери боится, что заразилась СПИДом после того, как провела ночь с фотографом Джонни (Спенсер Рочфорт)…

## Основной состав
- Джейсон Пристли в роли Брэндона Уолша
- Дженни Гарт в роли Келли Тейлор
- Ян Зиринг в роли Стива Сандерса
- Брайан Остин Грин в роли Дэвида Сильвера
- Тори Спеллинг в роли Донны Мартин
- Тиффани-Амбер Тиссен в роли Валери Мэлоун
- Джо Тата в роли Нэта Буссикьо
- Хилари Суонк в роли Карли Рейнольдс

## Приглашённые звёзды
- Винсент Янг — Ноа Хантер
- Линдсей Прайс — Джанет Сосна

## Описание эпизодов
| Эпизод | Название                                                                   | Дата выхода в эфир | Режиссёр               | Сценаристы                                                   |
| --- | -------------------------------------------------------------------------- | ------------------ | ---------------------- | ------------------------------------------------------------ |
| |                                                                            |                    |                        |                                                              |
| 8x01,02 | Aloha, Beverly Hills, Parts 1 & 2 / Здравствуй, Беверли-Хиллз, Части 1 и 2 | 10 сентября 1997   | Бэтани Руни            | Майкл Брэйверман                                             |
| На тренировке Эйрин Стив знакомится с матерью-одиночкой Карли. Донна получает новую работу. Первое задание — съёмки на Гавайях! Ребята решают поддержать Донну и отдохнуть в свои последние каникулы на тропическом острове. Стив считает, что Велори — его девушка, хотя она уже давно флиртует с очаровательным Ноа Хантером. С Дэвидом происходит несчастный случай, но Ноа и Брендон вовремя приходят на помощь. Брендон встречает Трейси и узнаёт, что девушка собирается выйти замуж за Эрика. Стив сгорает на солнце, Донна пытается справиться со своей работой, а в Келли стреляют…                                                                         |                                                                            |                    |                        |                                                              |
| |                                                                            |                    |                        |                                                              |
| 8x03 | Forgive & Forget / Прости и забудь                                         | 17 сентября 1997   | Дэвид Сэмель           | Джон Эйзендрас                                               |
| Доктор Мартин устраивает Донне собеседование с модным дизайнером. Стив соглашается на свидание с обворожительной красавицей, и узнаёт в ней Карли, работающую в «Косточке». Велори проводит ночь с Ноа. Дэвид хочет, чтобы Донна рассказала родителям о том, что они живут вместе. Состояние Келли ухудшается… |                                                                            |                    |                        |                                                              |
| |                                                                            |                    |                        |                                                              |
| 8x04 | The Way We Weren’t / Такие, какими мы никогда не были                      | 24 сентября 1997   | Френк Такери           | Майкл Кассатт                                                |
| Стив не может найти работу. Его отец решает подкинуть ему работу и отдаёт ему в распоряжение редакцию газеты в плачевном состоянии. Брендону поступило предложение стать работником газеты в Сиэтле и он отказывает Стиву, но немного погодя принимает его предложение. Благодаря прогулке с Ноа Келли вспоминает моменты жизни с Клэр и Донной в пляжном домике. |                                                                            |                    |                        |                                                              |
| |                                                                            |                    |                        |                                                              |
| 8x05 | Coming Home / Возвращение домой                                            | 1 октября 1997     | Георг Фэнади           | Лори МакКарти                                                |
| Келли всё вспомнила. Отношения с Брендоном налаживаются, однако теперь ей предстоит опознать преступника, ранившего её. Дэвид нашёл группу, которую хочет раскрутить. |                                                                            |                    |                        |                                                              |
| |                                                                            |                    |                        |                                                              |
| 8x06 | The Right Thing / Правильный поступок                                      | 15 октября 1997    | Чип Чалмерс            | Кен Стрингер                                                 |
| Дэвид берёт кредит в банке. Он испытывает финансовые проблемы. Донна берётся написать статью для газеты, однако результаты её расследования расстраивают Стива. Келли опознаёт стрелявшего. |                                                                            |                    |                        |                                                              |
| |                                                                            |                    |                        |                                                              |
| 8x07 | Pride & Prejudice / Гордость и предубеждение                               | 22 октября 1997    | Харви Фрост            | Рич Купер                                                    |
| Донна узнаёт, что Вэл отбивает у неё клиентов, и решает нанести ответный удар. Дэвид разрывает трудовые отношения с подопечными расистами, несмотря на кучу предложений от рекорд-компаний. |                                                                            |                    |                        |                                                              |
| |                                                                            |                    |                        |                                                              |
| 8x08 | Toil & Trouble / Будут проблемы                                            | 29 октября 1997    | Ричард Дэно            | Элли Тридман                                                 |
| Дэвид стал банкротом. Угрозы о закрытии клуба вынуждают его подделать подпись Донны для того, чтобы обналичить чек в банке. |                                                                            |                    |                        |                                                              |
| |                                                                            |                    |                        |                                                              |
| 8x09 | Friends, Lovers & Children / Друзья, возлюбленные и дети                   | 5 ноября 1997      | Майкл Рэй Родс         | Джон Уэлпли                                                  |
| Ноа проговорился Брендону, что он очень богат, и попросил о этом никому не говорить. Эрика — сестра Дилана, возвращается в Беверли со своим сутенёром и обкрадывает дом Брендона. Карли — новая подруга Стива, узнаёт, что его бывшая подружка беременна от него. Донна выгоняет Дэвида, узнав, что он её обокрал. |                                                                            |                    |                        |                                                              |
| |                                                                            |                    |                        |                                                              |
| 8x10 | Child Of The Night / Дитя ночи                                             | 12 ноября 1997     | Лэс Шелдон             | Джон Эйзендрас                                               |
| Дэвиду угрожают кредиторы. Ноа приходит на помощь Дэвиду, но он не спешит благодарить его, ревнуя парня к Донне. Дело Эрики принимает серьёзный оборот. Прокурор предупреждает Брендона о том, что ему грозит срок за укрывательство. |                                                                            |                    |                        |                                                              |
| |                                                                            |                    |                        |                                                              |
| 8x11 | Deadline / Крайний срок                                                    | 19 ноября 1997     | Йон Паре               | Майкл Кассат                                                 |
| Брендона арестовали, но потом отпустили. Опасность сесть в тюрьму ещё есть. Эрика решает помочь поймать Рикса. Провернув дельце, Эрика улетает к Дилану. Узнав, что Ноа заплатил арендную плату за клуб, Дэвид отдаёт ему ключи и оставляет клуб на его попечение. Вэлори возненавидела Ноа, узнав, что он богат. |                                                                            |                    |                        |                                                              |
| |                                                                            |                    |                        |                                                              |
| 8x12 | Friends In Deed / Друзья познаются в беде                                  | 3 декабря 1997     | Ричард Дэно            | Элли Тридман                                                 |
| Дела у Ноа пошли в гору. После разговора с Вэлори он предлагает им стать партнёрами. Донна отрицательно реагирует на эту новость. Вэлори предлагает Дэвиду начать встречаться, чтобы поссорить Ноа и Донну. Он соглашается. |                                                                            |                    |                        |                                                              |
| |                                                                            |                    |                        |                                                              |
| 8x13 | Comic Relief / Комическое облегчение                                       | 10 декабря 1997    | Чип Чалмерс            | Джон Лавачелли                                               |
| У Дэвида и Вэлори получается убедить друзей, что они стали парой, однако разлучить Ноа и Донну это не помогло. Стив посягает на чужое авторское право, но подвоха никто не замечает. А новая работница в газете Стива продолжает оказывать Брендону знаки внимания несмотря на то, что знает о его отношениях с Келли. |                                                                            |                    |                        |                                                              |
| |                                                                            |                    |                        |                                                              |
| 8x14 | Santa Knows / Санта в курсе                                                | 17 декабря 1997    | Чарли Корелл           | Лори МакКарти                                                |
| План Вэлори и Дэвида терпит крах. Вэлори поцеловала Дэвида, и понимает, что что-то чувствует к нему. Дэвид не считает, что они должны быть вместе. Брендон не смог устоять перед Эммой, и провёл с ней ночь. |                                                                            |                    |                        |                                                              |
| |                                                                            |                    |                        |                                                              |
| 8x15 | Ready Or Not / Готовы или нет                                              | 7 января 1998      | Джон МакФерсон         | Майкл Кассатт и Лори МакКарти                                |
| Вэлори говорит Донне, что они с Дэвидом не спали, однако Дэвид утверждает обратное. В отместку Донна решает заняться любовью с Ноа, однако он её останавливает, и сам устраивает романтический вечер. Эмма решает оставить Брендона, но в качестве сюрприза демонстрирует ему плёнку, на которой записан разговор, в котором Брендон соглашается на близость с ней. |                                                                            |                    |                        |                                                              |
| |                                                                            |                    |                        |                                                              |
| 8x16 | Illegal Tender / Незаконная нежность                                       | 14 января 1998     | Энсон Уилльямс         | Кен Стрингер                                                 |
| В результате телефонной путаницы Келли узнаёт об измене Брендона и уходит от него. Незаконное занятие игорным бизнесом в стенах клуба приводит к аресту Ноа и Вэлори. |                                                                            |                    |                        |                                                              |
| |                                                                            |                    |                        |                                                              |
| 8x17 | The Elephant’s Father / Отец слона                                         | 21 января 1998     | Майкл Рэй Родс         | Элли Тридман                                                 |
| Вэлори получает месяц исправительных работ в клинике, где работает Келли. Пока Брендон пытается вернуть Келли, Вэлори подталкивает Келли к отношениям с доктором, оказывающим ей знаки внимания. Карли уезжает из Беверли, и Стив вновь остаётся один. |                                                                            |                    |                        |                                                              |
| |                                                                            |                    |                        |                                                              |
| 8x18 | Rebound / Разочарование                                                    | 28 января 1998     | Чарльз Прэтт-младший   | Майкл Кассатт                                                |
| Преследуя личные цели, Дэвид не сообщает Ноа информацию, которой обладает. Однако, немного подумав, решает изменить своё решение. Он получает места клавишника в одной из групп, из-за которого и начался весь сыр-бор. |                                                                            |                    |                        |                                                              |
| |                                                                            |                    |                        |                                                              |
| 8x19 | Crimes & Misdemeanors / Преступления и мелкие проступки                    | 4 февраля 1998     | Чарли Коррелл          | Лори МакКарти                                                |
| Бабушка Донны в тяжёлом состоянии. Вместе с Ноа она приходит в больницу, но бабушка не признаёт Ноа, так как привыкла к Дэвиду. Дэвид сыграл песню, посвящённую Донне, а Вэлори, узнав, кому посвящена песня, ссорится с ним. Отношения Келли и Брэндона становятся теплее, их сближает забота о парне, недавно вышедшем из тюрьмы. Дэвид приходит к бабушке Донны. Перед смертью она просит его позаботится о внучке. После смерти бабушки, Донне тяжело. Ноа решает оставить Донну и Дэвида наедине, чтобы они вспомнили прошлое. Молодые люди целуются, но решают остаться друзьями. Дэвид мирится с Вэл, а Донна с Ноа. Келли находит в себе силы простить отца. |                                                                            |                    |                        |                                                              |
| |                                                                            |                    |                        |                                                              |
| 8x20 | Cupid’s Arrow / Стрела Купидона                                            | 11 февраля 1998    | Кевин Инч              | Мелисса Гульд                                                |
| Дэвид и Донна всё больше времени проводят вместе. Взаимоотношения Ноа и Вэл выходят из-под контроля. В отношениях Келли и Брендона наступает долгожданный мир. |                                                                            |                    |                        |                                                              |
| |                                                                            |                    |                        |                                                              |
| 8x21 | The Girl Who Cried Wolf / Девочка, кричавшая волк                          | 25 февраля 1998    | Ричард Дэно            | Кен Стрингер                                                 |
| Судебные органы отказываются рассматривать иск Вэл против Ноа. Тогда она обращается в гражданский суд. Брат Ноа подсаживает Донну на наркотики в форме сильнодействующих обезболивающих. |                                                                            |                    |                        |                                                              |
| |                                                                            |                    |                        |                                                              |
| 8x22 | Law & Disorder / Закон и беспорядок                                        | 4 марта 1998       | Кевин Инч              | Даг Стайнберг                                                |
| Вэлори выигрывает дело. Донна, не зная, что её антибиотики — наркотики продолжает их пить. Она падает в обморок от передозировки, и Ноа приходит к ней на помощь. |                                                                            |                    |                        |                                                              |
| |                                                                            |                    |                        |                                                              |
| 8x23 | Making Amends / Поправки                                                   | 11 марта 1998      | Джоэль Джей Фейгенбаум | Элли Тридман                                                 |
| Ноа оправдали, а его брат в тюрьме, но Вэл не спешит с ним мириться. Келли забирает ребёнка у нерадивой мамаши, отказавшейся от него. Идея с усыновлением не нравится Брендону. Дэвид уходит из шоу-бизнеса. Вэлори и Ноа мирятся. Стив встречается с девушкой, которой писал от лица другого человека. |                                                                            |                    |                        |                                                              |
| |                                                                            |                    |                        |                                                              |
| 8x24 | The Nature Of Nurture / Суть воспитания                                    | 18 марта 1998      | Майкл Рэй Родс         | Майкл Кассат                                                 |
| Ребёнка, найденного Келли, усыновила семья геев по решению общественного совета. Узнав об этом, родная мать ребёнка решает его забрать, но поняв, что не справляется с ним, отдаёт его обратно. Ноа заставляет Донну сшить новую коллекцию, но её никто не берёт. Дэвид находит точки соприкосновения с новым соседом. Ноа просит одну из фирм купить одежду Донны, а затем отдаёт им деньги, чтобы фирма погасила убытки. Донна счастлива, а Ноа вполне доволен собой. |                                                                            |                    |                        |                                                              |
| |                                                                            |                    |                        |                                                              |
| 8x25 | Aunt Bea’s Pickles / Угощения Тётушки Бью                                  | 25 марта 1998      | Кристфоер Гиблер       | Лори МакКарти                                                |
| Эбби приезжает на день рождения Вэлори. Вэлори узнаёт, что Билл — отец Келли, сделал ей предложение. Донна ссорится с Ноа, узнав о его замысле, но потом мирится. У Стива завязываются новые отношения. Билл бросает Эбби у алтаря. |                                                                            |                    |                        |                                                              |
| |                                                                            |                    |                        |                                                              |
| 8x26 | All That Glitters / Весь этот блеск                                        | 1 апреля 1998      | Майкл Лэнг             | Тайлер Бенсингер                                             |
| Стиву очень нравится его новая девушка, но вот её любовь к искусству его раздражает. Песню Дэвида для Вэлори выбрали для рекламы. Стив расстаётся с очередной пассией. Потеряв предложение о работе в Нью-Йорке, Брендон понимает, что ему нужно вернуться к нормальной жизни. |                                                                            |                    |                        |                                                              |
| |                                                                            |                    |                        |                                                              |
| 8x27 | Reunion / Встреча выпускников                                              | 15 апреля 1998     | Чип Чалмерс            | Даг Стайнберг                                                |
| Андрэа возвращается в Беверли Хиллз. Правда только на юбилей школы. Она рассказывает ребятам, что они с Джесси разводятся. Вэлори уговорила Дэвида выступить на юбилее школы. Стив попадает в очень не ловкую ситуацию. Вэлори помогает Келли отомстить парню, который изнасиловал её много лет назад. |                                                                            |                    |                        |                                                              |
| |                                                                            |                    |                        |                                                              |
| 8x28 | Skin Deep / Глубоко внутри                                                 | 29 апреля 1998     | Ким Фридман            | Элли Тридман                                                 |
| Открытие первого секс-шопа в Беверли производит на ребят неизгладимое впечатление. |                                                                            |                    |                        |                                                              |
| |                                                                            |                    |                        |                                                              |
| 8x29 | Ricochet / Рикошет                                                         | 6 мая 1998         | Энсон Уилльямс         | Лори МакКарти                                                |
| У Стива возникают сложности на любовном фронте. Дэвида ограбили, и он решает купить себе пистолет, что приводит к печальным последствиям. Брендон делает Келли предложение. |                                                                            |                    |                        |                                                              |
| |                                                                            |                    |                        |                                                              |
| 8x30 | The Fundamental Things Apply / Простые истины прилагаются                  | 13 мая 1998        | Харви Фрост            | Мелисса Гульд и Майкл Кассатт                                |
| Подруга Ноа, которая была ранена Дэвидом, переезжает к Донне. Ей нравится Ноа. По совету Вэлори девушка срывает Донне показ. Узнав об этом, Ноа просит её уехать. Вэл расстаётся с Дэвидом. |                                                                            |                    |                        |                                                              |
| |                                                                            |                    |                        |                                                              |
| 8x31,32 | The Wedding, Part 1 & 2 / Свадьба, Части 1 и 2                             | 20 мая 1998        | Гарри Гаррис           | Элли Тридман и Даг Стайнберг, Джон Эйзендрас и Лори МакКарти |
| Вэлори переспала с парнем, который болеет СПИДом. Теперь ей нужно провериться. Стив расстаётся с очередной девушкой. Он узнаёт, что она замужем. Брендон и Келли разрешают разногласия, связанные со свадьбой. |                                                                            |                    |                        |                                                              |
| |                                                                            |                    |                        |                                                              |

## Рейтинг
| # | День недели | Премьера              | Финал            | Сезон     | Позиция | Количество зрителей (в млн.) |
| - | ----------- | --------------------- | ---------------- | --------- | ------- | ---------------------------- |
| 8 | Среда       | 10 сентября 1997 года | 20 мая 1998 года | 1997-1998 | 59      | 11.4                         |